# آيو (سمكة)
آيو (باليابانية: アユ, 鮎, 年魚, 香魚) أو السمك العذب، أو السمك الحلو، (الاسم العلمي: Plecoglossusaltivelis)، هو نوع من الأسماك. وهو النوع الوحيد في جنس Plecoglossus وعائلة Plecoglossidae. وهو قريب من الهفيات وأسماك أخرى من رتبة هفيات الشكل.
موطنه شرق آسيا، ويتوزع في شمال غرب المحيط الهادئ على طول ساحل هوكايدو في اليابان جنوبًا إلى شبه الجزيرة الكورية والصين وهونج كونج وشمال فيتنام. وهو من السمك المهاجر، يتنقل بين المياه البحرية الساحلية وبحيرات المياه العذبة والأنهار. ويوجد أيضا عدد منها في بعض المناطق المغلقة في بحيرات في اليابان مثل بيوا. كما أنه يعتبر نوعا مستقدما في تايوان.
اسم «السمك الحلو» أو «السمك العذب» مستوحى من حلاوة لحمه. وللإشارة إلى مدة حياته الذي يبلغ عاما واحدا، يتم كتابته أيضًا 年魚 («سمك العام»). لكن بعض أفراده قد يعيشون حتى عمر السنتين أو الثلاث سنوات. الأيو هي السمكة الرسمية لمحافظة جونما ومحافظة جيفو.

## التركيب البيولوجي
تُعد الآيو من آكلة اللحوم لكنها بالرغم من ذلك فإنها تتغذى على الطحالب والقشريات والحشرات والإسفنج والديدان وخصوصاً على الطحالب التي تتراكم على الصخور فتزيلها من الصخور بأسنانها التي تشبه المنشار وعادةً ما يحتفظ البالغون منها بمنطقة تغذية خاصة بهم

## صور

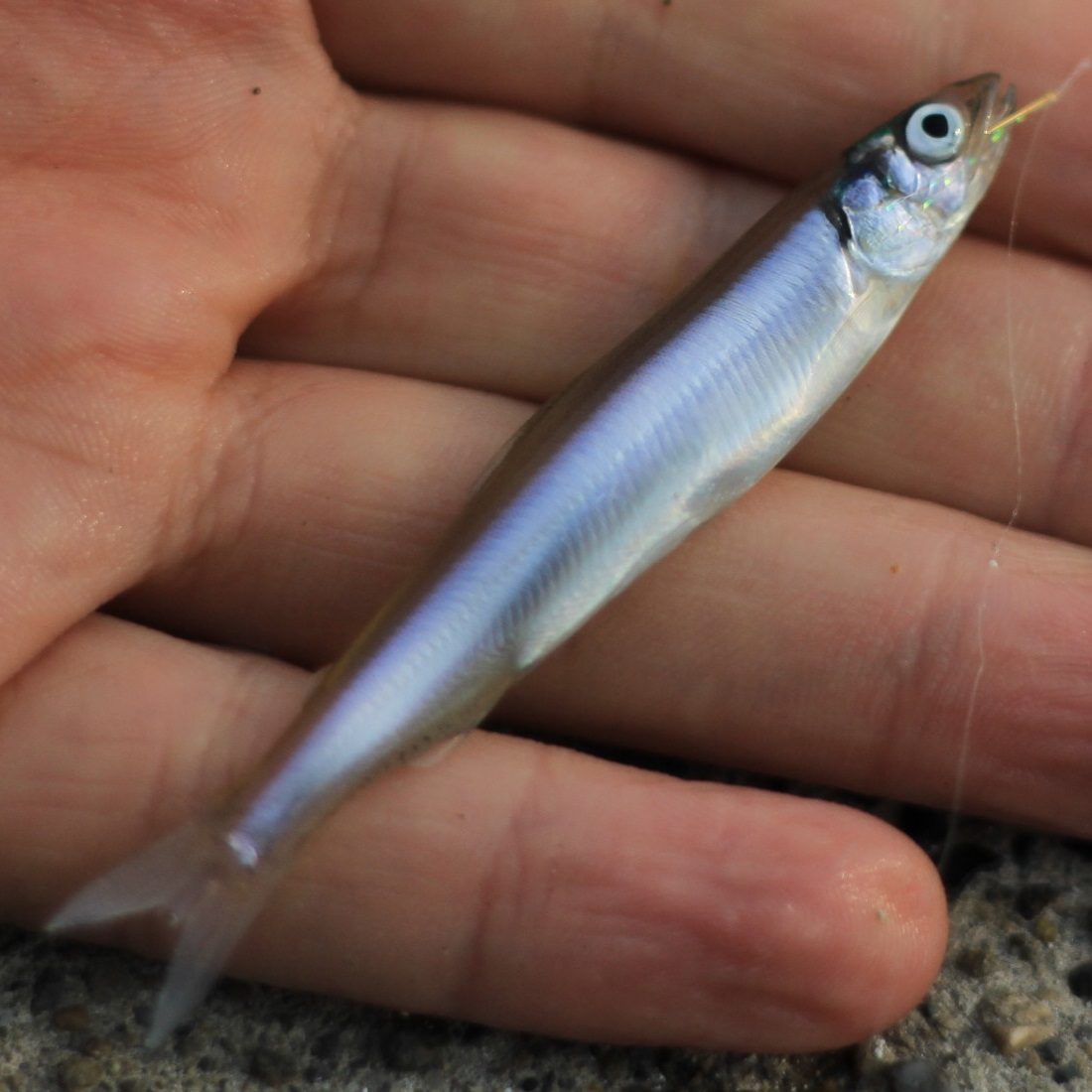
سمكة آيو صغيرة
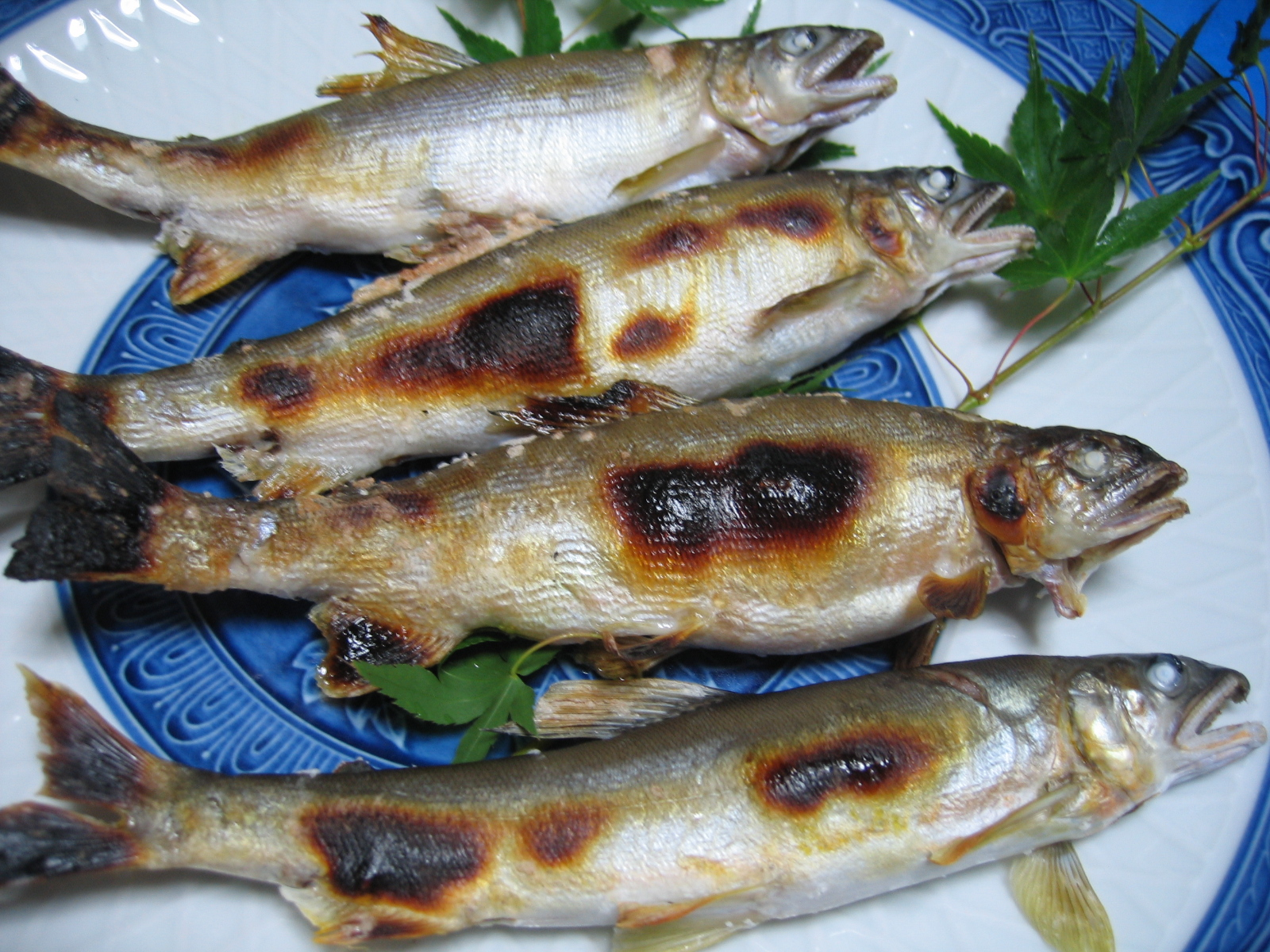
آيو نو شيوياكي (آيو مشوي مع الملح)
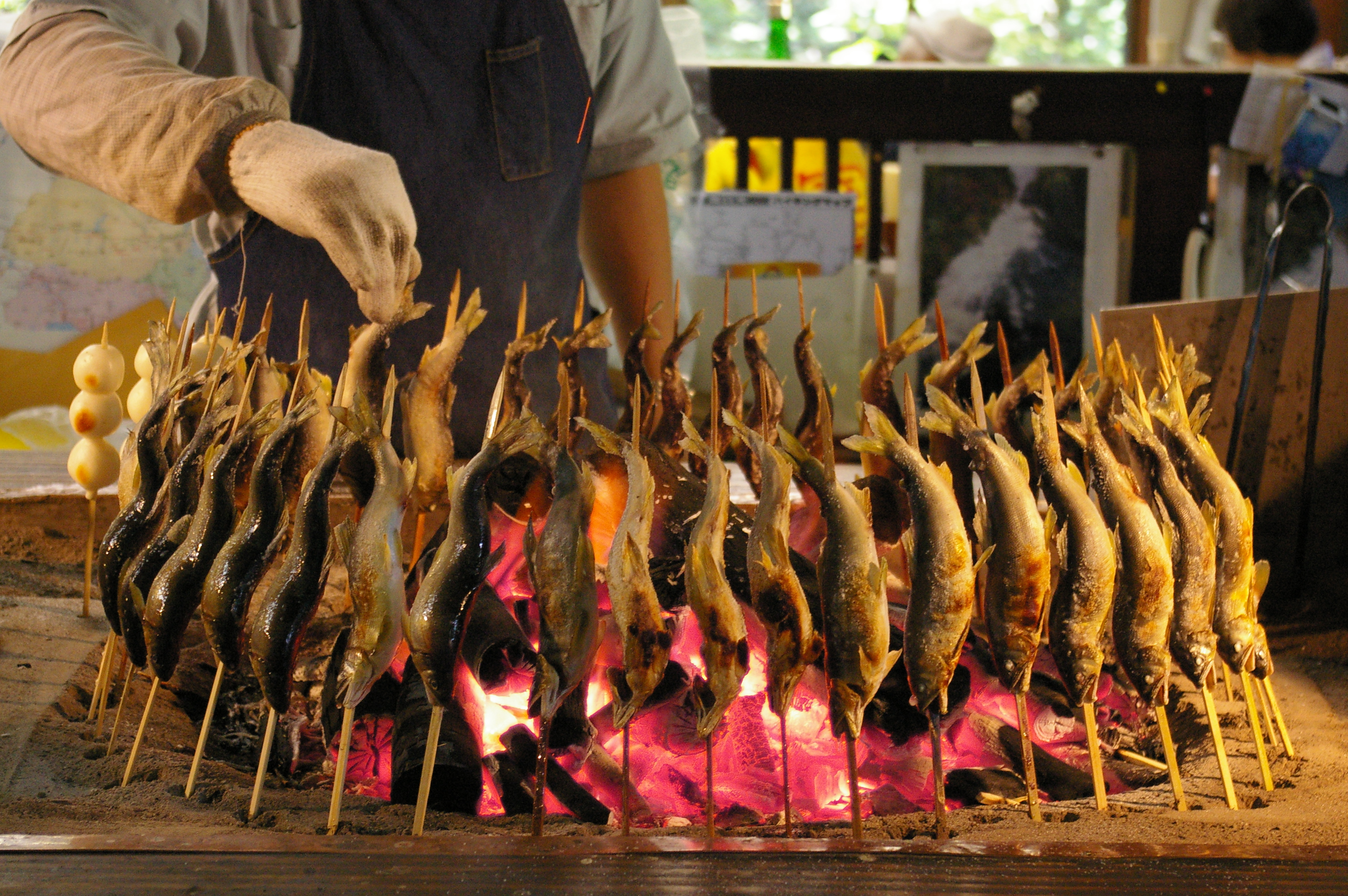
آيو يشوى مع الملح في اليابان
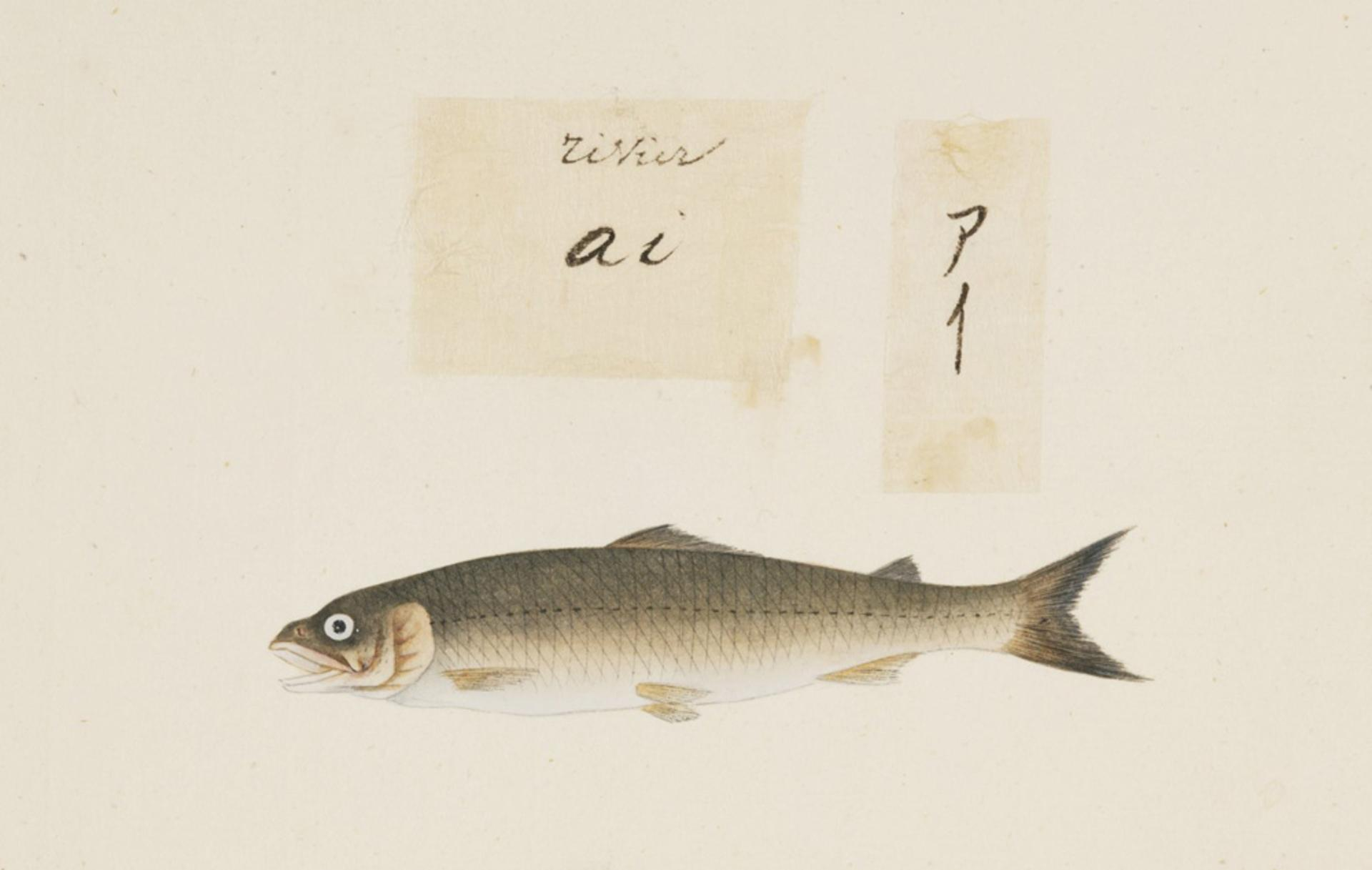
رسم لآيو بالألوان المائية